# Armand (película)
Armand' (en países hispanohablantes conocida como La tutoría) es una película dramática de suspenso de 2024 escrita y dirigida por el cineasta noruego Halfdan Ullmann Tøndel , en su debut como director. Una coproducción internacional de Noruega, Países Bajos, Alemania y Suecia, la película está protagonizada por Renate Reinsve.
La película tuvo su estreno mundial en la sección Un Certain Regard del Festival de Cine de Cannes el 18 de mayo de 2024 y ganó la Caméra d'Or a la Mejor Ópera Prima. Se estrenó en cines en Noruega el 27 de septiembre de 2024. Fue elegida como la candidata noruega a la Mejor Película Internacional en la 97.ª edición de los Premios Óscar. 

## Sinopsis
Armand, un niño de 6 años es acusado de traspasar ciertos límites con su compañero de clase Jon. Nadie sabe exactamente lo que ha ocurrido, así que la dirección del colegio convoca a los padres para discutir el tema, desencadenando un agitado conflicto que pondrá sobre la mesa cuestiones como la sexualidad en la infancia, la culpabilidad o la complejidad de las zonas grises que existen entre la violencia y el juego.

## Reparto
- Renate Reinsve como Elizabeth
- Ellen Dorrit Petersen como Sarah
- Endre Hellestveit como Anders
- Thea Lambrechts Vaulen como Sunna
- Øystein Røger como Jarle
- Vera Veljovic como Ajsa

## Producción
Armand es el debut como director de largometrajes de Halfdan Ullmann Tøndel , nieto de la actriz noruega Liv Ullmann y del cineasta sueco Ingmar Bergman. Es una producción de Eye Eye Pictures, que fue lanzada en 2022 por la ex productora y directora ejecutiva de Oslo Pictures, Dyveke Bjørkly Graver, y la productora Andrea Berentsen Ottmar, quienes trabajaron en la aclamada película de 2021 de Joachim Trier, La peor persona del mundo. Armand es producida por Berentsen Ottmar, en coproducción con Keplerfilm (Países Bajos), One Two Films (Alemania), Prolaps Produktion (Suecia) y Film i Väst (Suecia). Trier y Bjørkly Graver fueron los productores ejecutivos.

## Recepción

### Premios y nominaciones
| Premio                            | Fecha                  | Categoría                                                                        | Nominado/a             | Resultado | Ref.          |
| --------------------------------- | ---------------------- | -------------------------------------------------------------------------------- | ---------------------- | --------- | ------------- |
| Festival de Cannes                | 25 de mayo de 2024     | Prix Un Certain Regard                                                           | Halfdan Ullmann Tøndel | Nominado  | [ 6 ]         |
| Festival de Cannes                | 25 de mayo de 2024     | Caméra d'Or                                                                      | Halfdan Ullmann Tøndel | Ganador   | [ 7 ]         |
| Festival de Hamptonsl             | 15 de octubre de 2024  | Best Narrative Feature                                                           | Halfdan Ullmann Tøndel | Ganador   |               |
| Premios del Cine Europeo          | 7 de diciembre de 2024 | Premio de la Universidad Europea                                                 | Halfdan Ullmann Tøndel | Nominado  | [ 8 ]         |
| Premios del Cine Europeo          | 7 de diciembre de 2024 | Prix FIPRESCI - Descubrimiento Europeo                                           | Halfdan Ullmann Tøndel | Ganador   | [ 9 ]         |
| Premios del Cine Europeo          | 7 de diciembre de 2024 | Mejor Actriz Europea                                                             | Renate Reinsve         | Nominada  | [ 10 ]        |
| Directors Guild of America Awards | 8 de febrero de 2025   | Premio Michael Apted a la dirección destacada en una película estrenada en cines | Halfdan Ullmann Tøndel | Pendiente | [ 11 ] [ 12 ] |